# Franz List (Maschinenbauer)
Franz List (* 13. Oktober 1878 in Wien; † 5. August 1946 Mondsee, Oberösterreich) war ein österreichischer Maschinenbauer und Hochschullehrer. Er war Rektor der Technischen Hochschule Wien.

## Leben
Franz List studierte an der Technischen Hochschule Wien Maschinenbau, wo er 1902 die zweite Staatsprüfung ablegte und anschließend Assistent von Leopold von Hauffe war. Von 1903 bis 1908 war er für die Witkowitzer Eisenwerke Konstrukteur für Lasthebemaschinen.
1908 kehrte er an die TH Wien zurück, wo er bei Karl Kobes an der Lehrkanzel für Theoretische Maschinenlehre und Bau der Lasthebemaschinen als Konstrukteur tätig war. Ab dem Studienjahr 1909/10 war er Supplent an der Lehrkanzel für Maschinenzeichnen, ab 1910/11 unterrichtete er im Fach Lasthebemaschinen. 1914 wurde er zum außerordentlichen, 1920 zum ordentlichen Professor für Maschinenzeichnen und Bau der Lasthebemaschinen berufen.
1924 legte er den Grundstein für das von 1926 bis 1929 ausgebaute Maschinenbaulabor am Getreidemarkt, indem er die ehemalige k.u.k. Kriegsschule für die TH Wien sicherte. Als Leiter des Lasthebemaschinenlabors führte er Versuche an Getrieben, Bremsen und Drahtseilen durch. In den Studienjahren 1926/27 bis 1928/29 stand er als Dekan der Maschinenbauschule vor, im Studienjahr 1935/36 war er gewählter Rektor der Technischen Hochschule Wien. Während seines Rektorates wurden erstmals Pflichtvorlesungen zu den geschichtlichen und ideellen Grundlagen Österreichs sowie verpflichtende Hochschullager in den Sommerferien abgehalten. 1945/46 war er Dekan der Fakultät für Maschinenwesen.
List war in einigen Normenausschüssen tätig, unter anderem entstanden unter seiner Mitwirkung Normen auf dem Gebiet des Maschinenzeichnens, außerdem lieferte er Beiträge zur österreichischen Aufzugsnorm. Er starb 1946 im Alter von 67 Jahren.